# Repríza (kniha)
Repríza (ve francouzském originále La Reprise) je román francouzského spisovatele Alaina Robbe-Grilleta. Původně jej vydalo v roce 2001 nakladatelství Les Éditions de Minuit. V češtině vyšel v roce 2006 v překladu Marka Sečkaře (Host). Román se odehrává v roce 1949 v Berlíně, kam právě přijíždí agent francouzské zpravodajské služby.
Velšský hudebník John Cale použil dvě různé citace z knihy v bookletech svých alb 5 Tracks a HoboSapiens (2003).